# Benoît Ramampy
Pour les articles homonymes, voir Ramampy.
Benoît Ramampy, né à Ambalavao le 24 mars 1947 et mort en 1996 à l'âge de 49 ans, est un réalisateur de cinéma malgache.

## Biographie
Il est le dixième enfant de l'homme politique Pierre Ramampy.

## Œuvre
Benoît Ramampy est l'auteur de plusieurs films documentaires et de trois films de fiction : L'Accident (1973), Dahalo, Dahalo, il était une fois dans le Moyen-Ouest (1984) et, en collaboration avec Abel Rakotozanany, Le Prix de la Paix (1989).

## Récompenses et distinctions
En 1973, L'Accident reçoit le prix du meilleur court métrage au Festival panafricain du cinéma et de la télévision de Ouagadougou (FESPACO).